# Wallace Wolodarsky
Wallace Wolodarsky (né le 15 février 1963) est un scénariste, producteur de télévision, réalisateur et acteur américain.

## Filmographie

### Scénariste
Pour Les Simpson
| Année | Titre                                     | Titre original                              | Saison | Épisode | Réalisateur                |
| ----- | ----------------------------------------- | ------------------------------------------- | ------ | ------- | -------------------------- |
| 1990  | Un atome de bon sens                      | Homer's Odyssey                             | 1      | 3       | Wes Archer                 |
| 1990  | Un clown à l'ombre                        | Krusty Gets Busted                          | 1      | 12      | Brad Bird                  |
| 1990  | Simpson Horror Show - Les damnés ont faim | Treehouse of Horror - Hungry are the Damned | 2      | 3       | Wes Archer                 |
| 1990  | Le Saut de la mort                        | Bart the Daredevil                          | 2      | 8       | Wes Archer                 |
| 1991  | Un amour de grand-père                    | Old Money                                   | 2      | 17      | David Silverman            |
| 1991  | Tel père, tel clown                       | Like Father, Like Clown                     | 3      | 6       | Jeffrey Lynch et Brad Bird |
| 1992  | L'Enfer du jeu                            | Lisa the Greek                              | 3      | 14      | Rich Moore                 |
| 1992  | Séparés par l'amour                       | Bart's Friend Falls in Love                 | 3      | 23      | Jim Reardon                |
| 1992  | Simpson Horror Show III - King Homer      | Treehouse of Horror III - King Homer        | 4      | 5       | Carlos Baeza               |
| 1993  | Grève à la centrale                       | Last Exit to Springfield                    | 4      | 17      | Mark Kirkland              |

Autres
- 1988-1990 : The Tracey Ullman Show (3 épisodes)
- 1991 : Sibs
- 1995 : Coldblooded
- 2003 : The Ortegas
- 2004 : Seeing Other People
- 2008 : The Rocker
- 2009 : Monstres contre Aliens
- 2012 : Journal d'un dégonflé

### Producteur
- 1987-1990 : The Tracey Ullman Show (23 épisodes)
- 1990 : The Best of the Tracey Ullman Show
- 1990-1992 : Les Simpson (55 épisodes)
- 2001 : The Kennedys
- 2001 : Les Oblong (6 épisodes)
- 2003 : The Ortegas
- 2014 : Daddy Cool

### Réalisateur
- 1995 : Coldblooded
- 2002 : Sorority Boys
- 2004 : Seeing Other People
- 2021 : The Good House

### Acteur
- 1998 : Rushmore : l'arbitre
- 2004 : Seeing Other People : le vendeur
- 2007 : À bord du Darjeeling Limited : Brendan
- 2010 : Fantastic Mr. Fox : Kylie Sven Opposum
- 2014 : The Grand Budapest Hotel : M. Georges
- 2015 : Daddy Cool (Infinitely Polar Bear) de Maya Forbes : Peter
- 2021 : The French Dispatch de Wes Anderson : « l’écrivain joyeux »